# Carol J. Adams
Carol J. Adams, född 1951 i New York, är en amerikansk författare, feminist och djurrättsaktivist. Hon har publicerat ett hundratal artiklar och kapitel i tidskrifter, böcker och uppslagsverk, majoriteten i ämnen som vegetarianism, djurrätt, våld i hemmet och sexuellt utnyttjande.
Hennes mest kända böcker är The sexual politics of meat: A feminist-vegetarian critical theory (1990) och The pornography of meat (2004), som framför allt fokuserar på det Carol J. Adams identifierar som en länk mellan förtrycket av kvinnor och förtrycket av icke-mänskliga djur.
Carol J. Adams har inte översatts till svenska i någon större utsträckning. En text ur The sexual politics of meat - Frankensteins vegetariska monster - publicerades dock i tidskriften Hjärnstorm 2010, i översättning av Lisa Gålmark. Där diskuterar hon Mary Shelleys skräckroman Frankenstein och vad det innebär att monstret var vegetarian.